# Bando de Tamanca

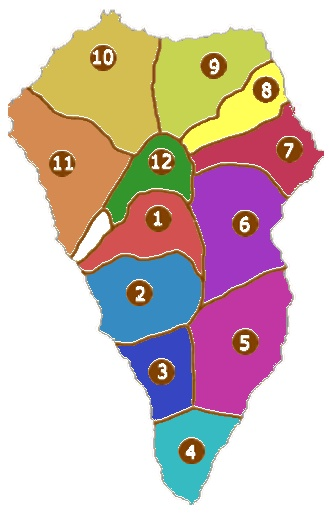
División de La Palma en cantones. El número 3 se corresponde con Tamanca.

Cantón de Tamanca o de Guehebey es el nombre que recibe una de las doce demarcaciones territoriales en las que los aborígenes benahoaritas dividían la isla de La Palma (Canarias, España) cuando llegaron los conquistadores castellanos a finales del siglo xv.
Su capitán o caudillo en tiempos de la conquista era Tamanca, que según fuentes contemporáneas era jefe de tres bandos y en cuyo honor se llamó de igual forma a una montaña.

## Etimología
Aunque se suele aceptar como nombre del cantón el de Tamanca, la fuente original que es la obra de Juan de Abreu Galindo solo apunta a que «el tercero señorío fué desde la montaña de Tamanca hasta donde dicen el Charco, que antiguamente llamaban Guehebey». De este pasaje algunos autores modernos asumen que el nombre del cantón era Guehebey, si bien esto es interpretado por otros como referencia a la denominación de la moderna zona de El Charco.
El topónimo Tamanca sigue vivo en la geografía insular, denominándose así una zona próxima a Las Manchas y varios accidentes relacionados, como un cono volcánico, un barranco y un llano.

## Características
Su territorio se extendía como queda dicho desde la montaña y barranco de Tamanca hasta el núcleo de El Charco, ocupando parte de los modernos términos municipales de Los Llanos de Aridane, El Paso y Fuencaliente de La Palma.
Durante la conquista castellana de la isla en 1492-1493, el bando de Tamanca se rindió sin luchar, pues había establecido pactos previos con las autoridades castellanas de la isla de Gran Canaria, pasando a ser considerado bando de paces. No obstante, después de acabada la conquista, el nuevo gobernador Alonso Fernández de Lugo mandó ejecutar al caudillo Tamanca y esclavizó a numerosos de sus vasallos que ya se habían convertido al cristianismo.

## Economía
La principal actividad económica fue la ganadería de cabras, aunque también eran recolectores de frutos, raíces y moluscos de costa.